# Taraneh Alidoosti

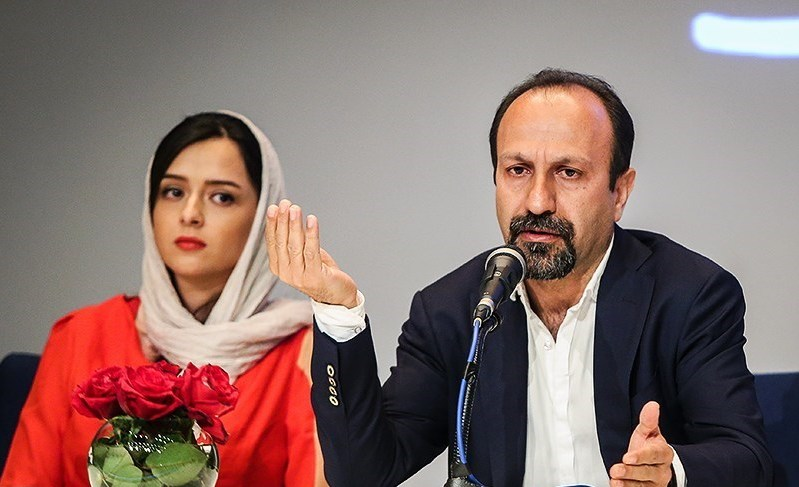
Met regisseur Asghar Farhadi

Taraneh Alidoosti (Perzisch: ترانه عليدوستی) (Teheran, 12 januari 1984) is een Iraans actrice. Zij is een zeer populaire en vaak bekroonde filmster in eigen land en daarbuiten. Haar kritiek op de autoriteiten van de Islamitische republiek Iran bracht haar eind 2022 in de problemen. 

## Loopbaan
Taraneh Alidoosti volgde vanaf 2000 de acteursopleiding van Amin Tarokh. Haar eerste filmrol in Rasul Sadr Ameli's Man, Taraneh, panzdah sal daram (Ik ben Taraneh, 15 jaar) leverde haar in 2002 meteen de Zilveren Luipaard op bij het Internationaal filmfestival van Locarno en de Kristallen Simurgh bij het grootste Iraanse filmfestival Fajr. 
Alidoosti staat vooral bekend om haar samenwerkingen met filmmaker Asghar Farhadi. Ze is een van de meest geprezen actrices van de 21e eeuw in Iran, waar ze talloze prijzen en onderscheidingen heeft gewonnen. Alidoosti wordt ook wel de "Natalie Portman van Iran" genoemd. Ze staat soms ook op het toneel, onder meer in stukken van Mohammad Rahmanian. Over het algemeen is zij zeer selectief in het aannemen van film-, tv- en toneelrollen.
Zij had een hoofdrol in de speelfilm Forushande (The Salesman), die in 2017 een Oscar voor beste internationale film en een Satellite Award kreeg. Andere bekende films van Alidoosti, ook geregisseerd door Asghar Farhadi, zijn Shahr-e Ziba (The Beautiful City) uit 2004, Chaharshanbe-soori (Fireworks Wednesday) uit 2006 en Dar bare-ye Elly (About Elly) uit 2009. Ze had de centrale rol in de televisieserie Shahrzād, die in Iran werd uitgezonden van 2015 tot 2018, met als onderwerp de gebeurtenissen in 1953 die leidden tot de staatsgreep tegen de Iraanse premier Mohammad Mossadeq. De film Barâdarâne Leylâ (Leila's Brothers) van Saeed Roustayi, met Alidoosti als Leila, werd in 2022 genomineerd voor de Gouden Palm bij het Filmfestival van Cannes.

## Politiek en kritiek
Bij een persconferentie in Teheran in 2016 werd een getatoëerd feministisch symbool op haar arm zichtbaar, waardoor rond haar een controverse ontstond in de Islamitische republiek Iran. Zelf zei ze: "Ja, ik ben een feministe. Een feministe is iemand die gelooft in de sociale, politieke en economische gelijkheid van de geslachten". Zij gaf te kennen dat ze in Iran wilde blijven wonen en werken, anders dan veel kunstenaars die het land ontvlucht waren. 
Later kreeg Alidoosti vanwege haar kritiek te maken met de Iraanse justitie. In 2020 werd zij veroordeeld tot vijf maanden voorwaardelijk, nadat ze de politie had bekritiseerd vanwege een aanval op een vrouw zonder hoofddoek. Op 17 december 2022 kwam in het nieuws dat zij was gearresteerd en naar de Evin-gevangenis overgebracht nadat ze op Instagram steun had betuigd aan de geëxecuteerde demonstrant Moshen Shekari tijdens de protesten in Iran (2022) na de dood van Mahsa Amini. Taraneh Alidoosti werd beschuldigd van het verspreiden van nepnieuws en van het steunen van 'contra-revolutionaire kringen'. Enkele weken eerder had ze een foto gepost van zichzelf zonder de verplichte hoofdbedekking, met een bord met de tekst Vrouw, Leven, Vrijheid.
Volgens commentaren wilden de Iraanse autoriteiten met de arrestatie laten zien dat ook beroemde en geliefde persoonlijkheden niet veilig zijn als zij zich een kritische houding permitteren. Anderen merkten op dat dit optreden tegen de populaire steractrice ("het gezicht van de Iraanse cinema") de paniek liet zien bij de door de omvang van het protest verraste machthebbers.
De arrestatie riep internationale verontwaardiging op. De gezamenlijke Europese filmfestivals eisten haar vrijlating. Datzelfde deden enkele honderden acteurs en regisseurs, onder wie Emma Thompson, Juliette Binoche, Penelope Cruz,  Mark Rylance, Mark Ruffalo, Ken Loach, Mike Leigh, Steve McQueen, Ian McKellen en Juliet Stevenson. Zij ondertekenden een open protestbrief. Ook in Iran zelf werd geprotesteerd, onder anderen door regisseur Asghar Farhadi en acteur Hamid Farrokhnezhad, beiden met miljoenen volgers op Instagram. Ook werd gedemonstreerd bij de Evin-gevangenis. De Iraanse minister van cultuur Mohammad Mehdi Esmaili maande de acteurs weer aan het werk te gaan.
Op 4 januari 2023 werd via sociale media bekend dat Alidoosti op borgtocht was vrijgelaten. Ze liet zich fotograferen buiten de gevangenis, omringd door medestanders. Officiële instanties zwegen over de vrijlating. Alidoosti verdween voor de duur van 2023 uit het internationale nieuws en over filmprojecten werd in dat jaar niets vernomen. In 2024 werd ze genomineerd voor een Hafez (Iraanse filmprijs) voor beste actrice, voor haar hoofdrol in de al uit 2021 daterende film noir Tafrigh (internationale titel Subtraction) van Mani Haghighi. Een Hafez heeft ze ondanks negen nominaties echter nog nooit gekregen.

## Persoonlijk
Haar vader is de voormalige profvoetballer Hamid Alidoosti, haar moeder Nadere Hakimelahi is beeldhouwster en kunstdocente. Haar 16-jarige broer stierf in maart 2005 bij het jaarlijkse Iraanse festival Vuurwerk op woensdag, ook het gegeven van haar film Chaharshanbe-soori (Fireworks Wednesday) van een jaar later. Alidoosti is gehuwd en heeft een dochter.

## Filmografie

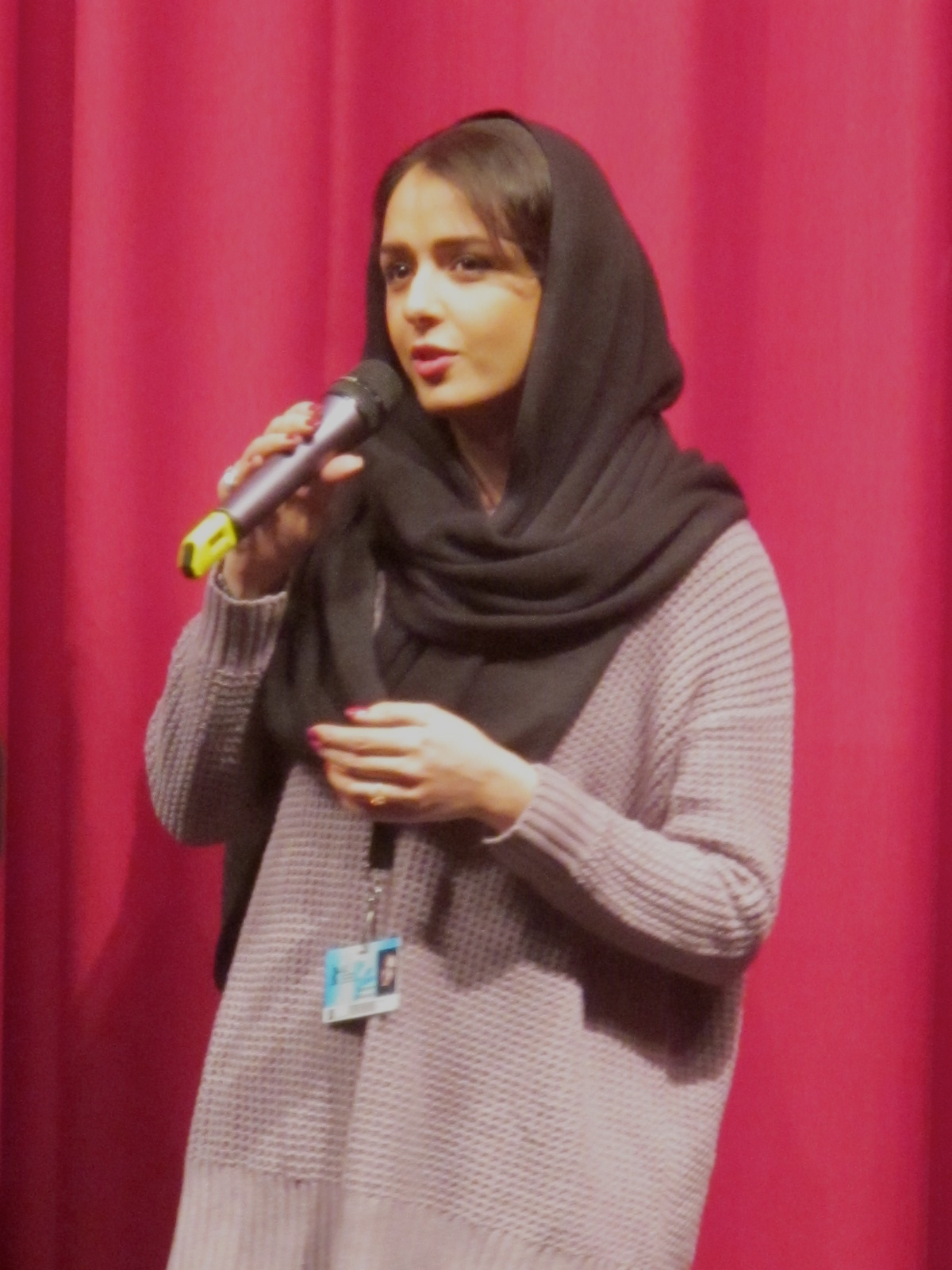
Berlinale 2011

- 2022: Barâdarâne Leylâ (Leila's Brothers)
- 2021: Tafrigh (Subtraction)
- 2021: Orca
- 2015-2018: Shahrzad (tv-serie, drie seizoenen)
- 2016: Forushande (The Salesman)
- 2015: Estérahaté Motlagh
- 2015: Madar-e ghalb atomi
- 2014: The Wedlock
- 2013: Asemane Zarde Kam Omgh (Ehtemale Makoos)
- 2012: At the End of 8th Street
- 2012: Paziraie sadeh
- 2010: Whatever God Wants
- 2010: Zandegi ba cheshmane baste
- 2010: Raz Dasht Taran
- 2009: Tardid
- 2009: Darbareye Elly
- 2008: Shirin
- 2008: Canaan
- 2007: Chacun son cinéma ou Ce petit coup au coeur quand la lumière s'éteint et que le film commence
- 2006: Chaharshanbe-soori
- 2004: Shahr-e ziba
- 2002: Man, Taraneh, panzdah sal daram